# Djakaria Sanoko
Pas d'image ? Cliquez ici

a Compétitions nationales et continentales officielles uniquement.

b Matchs officiels uniquement.
Djakaria Sanoko, né le 29 septembre 1963 à Abidjan (Côte d'Ivoire), est un joueur ivoirien de rugby à XV qui joue avec l'équipe de Côte d'Ivoire, évoluant au poste de deuxième ligne au Biarritz olympique (1,95 m et 115 kg).

## Biographie
Avant de devenir rugbyman Djakaria Sanoko joue au basket, il est champion d’Alsace en 1986 avec son club du Basket Club Gries Oberhoffen dans le Bas-Rhin.
Mais Serge Blanco le remarque et le fait venir dans son club du Biarritz olympique.
En 1989, Djakaria Sanoko et le Biarritz sont relégués en groupe B mais parviennent en finale du challenge Yves du Manoir et s'inclinent 18-12 contre le Racing club de Narbonne.
Djakaria Sanoko remporte le challenge Antoine Béguère en 1991 puis en l'année suivante en 1992, il dispute la finale de championnat perdue contre le Rugby club toulonnais.
Le 19 juin 1993, il est invité pour jouer avec les Barbarians français contre le XV du Président pour le Centenaire du rugby à Grenoble.

### Équipe nationale
Djakaria Sanoko est le capitaine de l'équipe de Côte d'Ivoire lors de la coupe du monde 1995.

## Palmarès

### En tant que joueur
- Championnat de France de première division :
  - Vice-champion (1) : 1992 (avec Biarritz)
- Challenge Yves du Manoir :
  - Finaliste (1) : 1989 (avec Biarritz)